# Skenea divae
Skenea divae là một loài ốc biển, là động vật thân mềm chân bụng sống ở biển thuộc họ Skeneidae.